# Aminofluorki
Aminofluorki, fluoroaminy – grupa organicznych związków fluoru, dostępnych w postaci żelu i płynów, stosowanych w profilaktyce próchnicy zębów.
Przykładami aminofluorków są: olaflur (aminofluorek 297) i aminofluorek 335.